# صلاح بن غانم العلی
صلاح بن غانم العلی (زادهٔ ۱۹۶۶) سیاستمدار قطری و وزیر ورزش و جوانان قطر است.العلی در رشته مهندسی مدیریت اجرایی در دانشگاه پسیفیک تحصیل کرد. وی همچنین رئیس گروه بروه است.